# افتانی (سرده)
افتانی (نام علمی: Spergula) نام یک سرده از تیره میخکیان است.